# Łot-Jezioro
Łot-Jezioro, Łotjezioro (lit. Latežeris) – wieś na Litwie, w okręgu olickim, w rejonie Druskieniki.

## Historia
Dawniej uroczysko w województwie trockim Rzeczypospolitej Obojga Narodów. W czasach zaborów w granicach Imperium Rosyjskiego, w guberni grodzieńskiej. W latach 1921–1939 ówczesny zaścianek leżał w Polsce, w województwie białostockim, w powiecie grodzieńskim, w gminie Porzecze.
Według Powszechnego Spisu Ludności z 1921 roku zamieszkiwało tu 75 osób, wszystkie były wyznania rzymskokatolickiego i zadeklarowały litewską przynależność narodową. Było tu 12 budynków mieszkalnych.
Miejscowość należała do parafii rzymskokatolickiej w Rotnicy. Podlegała pod Sąd Grodzki w Druskiennikach i Okręgowy w Grodnie; właściwy urząd pocztowy mieścił się w Druskiennikach.
W wyniku napaści ZSRR na Polskę we wrześniu 1939 miejscowość znalazła się pod okupacją sowiecką. 2 listopada została włączona do Białoruskiej SRR. 4 grudnia 1939 włączona do nowo utworzonego obwodu białostockiego. Od czerwca 1941 roku pod okupacją niemiecką. 22 lipca 1941 r. włączona w skład okręgu białostockiego III Rzeszy. W 1944 miejscowość została ponownie zajęta przez wojska sowieckie i włączona do obwodu grodzieńskiego Białoruskiej SRR.
Obecnie w strukturach administracyjnych Litwy.